# Laser a coloranti

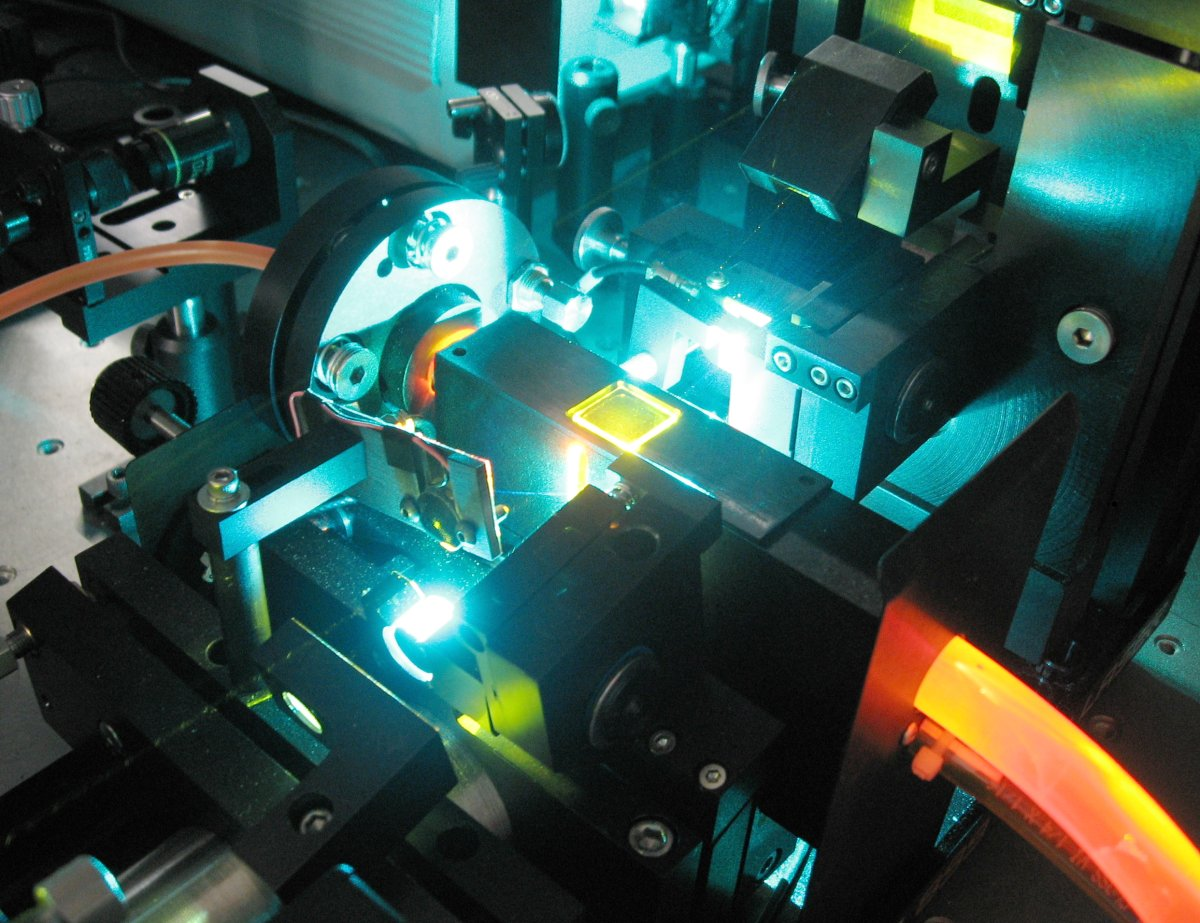
Immagine ravvicinata di un laser a coloranti da tavolo, basato su rodammina 6G, emittente a 580 nm (giallo-arancio). Il fascio laser emesso è visibile come una debole linea gialla.
La soluzione arancione di colorante entra nel laser da sinistra, ed è pompata dal fascio di un laser ad argo da 514 nm (blu-verde). Il getto di colorante è al centro dell'immagine, dietro la finestra gialla.

Un laser a coloranti è un laser che usa un colorante organico, solitamente in soluzione liquida, come mezzo di amplificazione della luce.
I laser a coloranti furono scoperti in modo indipendente dai team guidati da P. P. Sorokin e F. P. Schäfer nel 1966.

## Caratteristiche
In confronto ai mezzi gassosi e a quelli solidi, un colorante può essere usato per ottenere una gamma molto più ampia di lunghezze d'onda, che solitamente si estende da 50 a 100 nanometri; l'ampia larghezza di banda li rende particolarmente adatti per laser sintonizzabili e per laser ad impulsi. La rodammina 6G può essere modulata per produrre emissioni che vanno da 635 nm (arancio-rossastro) a 560 nm (giallo-verdastro) e produrre impulsi brevi fino a 16 femtosecondi.
Inoltre è sempre possibile sostituire il colorante usato con un altro e cambiare così la lunghezza d'onda e la larghezza di banda, che può così estendersi dal vicino infrarosso all'ultravioletto vicino. A volte questo comporta la sostituzione dell'ottica o di altre parti del laser, come lo specchio o il pompaggio.
L'ampia banda di assorbimento dei coloranti laser è attribuita alla transizione dallo stato elettronico fondamentale S0 al primo stato singlet eccitato S1. Il momento di dipolo per questo passaggio è in genere molto grande e dà origine ad una banda di assorbimento con una energia di oscillazione vicina all'unità. La transizione inversa S1->S0 è responsabile sia della fluorescenza sia dell'emissione stimolata che dà origine al fascio laser.
I laser a coloranti vengono usati anche in dermatologia, per rendere omogenea la tonalità della pelle.

## Costruzione
Poiché i coloranti organici tendono a degradarsi sotto l'effetto della luce, la soluzione di colorante perde lentamente concentrazione; per ovviare a questo inconveniente viene reintegrata costantemente da un serbatoio esterno. Fisicamente, il liquido viene fatto circolare in una cuvetta, un apposito contenitore di vetro, oppure espulso a pressione da una apposita bocchetta in un getto planare. Entrambe le tecniche hanno pro e contro: con un getto di colorante si evitano le perdite di riflessione sulle superfici di vetro e la relativa contaminazione, al prezzo di un allineamento del fascio più complicato da ottenere e mantenere.

## Sostanze chimiche usate
Alcuni dei coloranti usati comunemente sono: rodamina (arancio, 540–680 nm), fluorescina (verde, 530–560 nm), cumarina (blu 490–620 nm), stilbene (violetto, 410–480 nm), umbelliferone (blu, 450–470 nm), tetracene, verde malachite e altri.
Alcuni di questi coloranti vengono utilizzati anche dall'industria alimentare, mentre sono tossici e alcuni anche carcinogeni. La rodamina 6G (cloruro) è fortemente corrosiva per molti metalli, tranne che l'acciaio inox.
Ad alcuni coloranti si mescola adamantano come additivo per rallentarne il degrado fotochimico.
Si possono aggiungere cicloeptatriene e cicloottatetraene (COT) alla rodammina 6G come smorzatori di triplette, aumentandone la potenza laser in uscita: si possono raggiungere potenze di 1,4 kilowatt a 585 nm con Rodammina 6G e COT in soluzione di metanolo e acqua.

## Laser a coloranti a banda stretta
La banda di emissione dei laser a coloranti è intrinsecamente larga, tuttavia la possibilità di restringere la banda di emissione ha svolto un ruolo importante nel successo dei laser a colorante. Per restringere la banda di emissione vengono utilizzate varie tipologie di cavità e risuonatori che includono reticoli di diffrazione, prismi, sistemi multipli di prismi e etalon.
Il primo tipo di laser a coloranti a banda stretta fu introdotto da Hänsch e utilizzava un telescopio rifrattore come espansore del raggio per illuminare il reticolo di diffrazione. Vennero poi sviluppati reticoli a incidenza radente e configurazioni multiprismatiche.
Le configurazioni adottate per i risuonatori e gli oscillatori sono state adattate con successo anche ad altri tipi di laser come il diodo laser. I principi fisici alla base dell'impiego di un reticolo multiprismatico per restringere la banda di emissione sono stati spiegati da Duarte e Piper.